# Thomas Youngblood
Thomas Youngblood is een Amerikaans gitarist en medeoprichter van de powermetalband Kamelot.
Hij speelt sinds zijn 17e gitaar en richtte in 1991 Kamelot op samen met Richard Warner. Samen met zanger Roy Khan schreef hij de meeste nummers voor Kamelot.